# Островский, Леонид Васильевич
Леони́д Васи́льевич Остро́вский (1946—2016) — советский и российский архитектор и реставратор, лауреат Государственной премии Российской Федерации (2001)

## Биография
Родился 26 апреля 1946 года в Москве.
Закончил Московский архитектурный институт, и начал трудиться ещё будучи студентом.
В составе авторского коллектива разрабатывал проекты реставрации архитектурных памятников Московского Кремля (Успенский собор, Благовещенский собор, Арсенал, Грановитая палата).
По его проектам была проведена реставрация особо ценных московских памятников, среди которых: Палаты Аверкия Кириллова, Усадьба Остермана-Толстых, Богоявленский собор, Церковь Екатерины на Ордынке, Марфо-Мариинская обитель и другие.
По его проекту в конце 1970-х годов при реставрации Палат Сверчкова для усиления фундамента были впервые применены «корневидные» сваи. Впоследствии этот метод нашел широкое применение при реставрации памятников архитектуры.
Реставрационная деятельность Леонида Островского посвящена сохранению архитектурного наследия не только Москвы, но и различных регионов России. Им сохранено более 50 объектов культурного наследия.
С 1977 по 2011 годы — главный архитектор проекта Проектного института по реставрации памятников истории и культуры «Спецпроектреставрация».
Многие годы вел дипломное проектирование на кафедре реставрации в Московском архитектурном институте, став дипломным руководителем более 100 студентов.
С 2011 по 2013 годы — член Конкурсной комиссии конкурса Правительства Москвы на лучший проект в области сохранения и популяризации объектов культурного наследия «Московская реставрация».
Умер 13 января 2016 года.

## Признание
- Государственная премия Российской Федерации в области литературы и искусства (2001) — за комплекс работ по реставрации и реконструкции Государственного музея А. С. Пушкина
- Звание «Почетный реставратор города Москвы» (2014)